# Гликопротеин Ib
Гликопротеин Ib (англ. Glycoprotein Ib, GPIb; CD42) — мембранный белок, гетеродимер, основной компонент тромбоцитарного комплекса гликопротеина Ib-IX-V, рецептора фактора фон Виллебранда. Комплекс связывает фактор фон Виллебранда, что приводит к адгезии и агрегации тромбоцитов и формированию тромбоцитарного тромба на повреждённом участке кровеносного сосуда.
Гликопротеин Ib состоит из альфа (GP1BA) и бета (GP1BB) цепей, связанных дисульфидной связью. Он нековалентно связывает гликопротеины IX и V.
Недостаточность гликопротеина Ib приводит к синдрому Бернара-Сулье. Мутации, приводящие к повышенной активности белка вызывают тромбоцитарный тип болезни фон Виллебранда.
При идиопатической тромбоцитопенической пурпуре (болезнь Верльгофа) могут продуцироваться аутоантитела к гликопротеину Ib/IX.